# Phare de l'île du Cardón

Le phare de l'île du Cardón (en espagnol : Faro Isla del Cardón) ou  phare de Corinto est un phare actif situé sur la petite île de Cardón faisant face à Corinto, dans le Département de Chinandega en Nicaragua.

## Histoire
L'île du Cardón (Isla del Cardón en espagnol) est une petite île rocheuse d'une altitude de 11 m qui fait face à Corinto. Ce phare historique est le plus ancien phare d'Amérique centrale. Le port de Corinto a été fondé en 1863, mais le premier développement important a eu lieu en 1875-1876 avec la construction d'une jetée et de ce phare. Situé à la pointe nord de l'île du Cardón, il marque l'entrée du port.
Il est doté d'une lumière à l'acétylène et il est entretenu par un gardien de phare qui vit sur l'île avec sa famille. Accessible uniquement par bateau.

## Description
Ce phare est une tour cylindrique en béton, avec une galerie sans lanterne de 15 m de haut, centrée sur une base hexagonale. La tour est peinte totalement en en blanc. Il émet, à une hauteur focale de 27 m, un long éclat blanc de 3 secondes par période de 10 secondes. Sa portée est de 10 milles nautiques (environ 19 km).
Identifiant : ARLHS : NIC-003 - Amirauté : G3352 - NGA : 110-15400 .

## Caractéristique dufeu maritime
Fréquence : 10 secondes (W)
- Lumière : 3 secondes
- Obscurité : 7 secondes

|                        |
| Localisation : Corinto |